# Wolfgang Hilligen
Wolfgang Hilligen (* 13. Mai 1916 in Groß-Tinz, Landkreis Breslau, Provinz Schlesien; † 13. Januar 2003 in Wiesbaden) war ein deutscher Politikdidaktiker und Hochschullehrer an der Justus-Liebig-Universität Gießen, der in den 1970er Jahren starken Einfluss gewann. Bekannt wurde er durch seine Schulbuchreihe „Sehen – Beurteilen – Handeln“.

## Leben und Werk
Der Lehrersohn besuchte das humanistische Matthias-Gymnasium in Breslau und diente über neun Jahre als Soldat. Er wurde nach einem Kurzstudium selbst Lehrer und stieg zum Oberschulrat in Frankfurt am Main auf. Dort suchte er die Nähe zu Max Horkheimer. Ohne Promotion und Habilitation wurde Hilligen 1966 zum außerordentlichen Professor an die Justus-Liebig-Universität Gießen berufen, 1970 zum ordentlichen Professor für Didaktik der Sozialkunde. Danach ist er zum „Nestor der politischen  Bildung  geworden“, wie es Friedrich Minssen ausdrückte. Er wurde 1981 emeritiert.
Eng verbunden ist er mit dem Begriff „Problemorientierung“, weswegen er in der Politikdidaktik bis heute zum „theoretischen Grundstock“ gehört. Der Lernweg des problemhaften Lernens wird in seinen Schulbüchern zwar seit 1971 angedeutet, bleibt aber in seiner Didaktik noch undeutlich.
Im Jahre 1983 erhielt Hilligen den Verdienstorden der Bundesrepublik Deutschland (1. Klasse).

## Schriften (Auswahl)
- Plan und Wirklichkeit im sozialkundlichen Unterricht, 1955
- mit Siegfried George: sehen – beurteilen – handeln, 5./6. Schuljahr, Frankfurt/M. 1957. (viele Auflagen)
- Zur Didaktik des politischen Unterrichts. Wissenschaftliche Voraussetzungen. Didaktische Konzeptionen. Unterrichtspraktische Vorschläge, Opladen 1975 (zuerst). (4. Auflage, 1985) ISBN 978-3663119166
- mit Tilman Grammes: Gespräch am 7.7.2000, in: Marburger Lehrkunst-Werkstattbriefe (2001), Sonderheft.
- mit Hanno Drechsler, Franz Neumann: Gesellschaft und Staat. Lexikon der Politik, Vahlen: München 10. Auflage 2003, ISBN 978-3800629879